# Danville (Quebec)
Danville es una ciudad de la provincia de Quebec en Canadá. Está ubicada en el municipio regional de condado de Les Sources y a su vez, en la región administrativa de Estrie. Hace parte de las circunscripciones electorales de Richmond a nivel provincial y de Richmond—Arthabaska a nivel federal.

## Geografía
Danville se encuentra ubicada en las coordenadas 45°47′00″N 72°01′00″O / 45.78333, -72.01667. Según Statistics Canada, tiene una superficie total de 152,29 km² y es una de las 1135 municipalidades en las que está dividido administrativamente el territorio de la provincia de Quebec.

## Demografía
Según el censo de Canadá de 2011, había 4070 personas residiendo en esta ciudad con una densidad de población de 62,7 hab./km². Los datos del censo mostraron que de las 4041 personas censadas en 2006, en 2011 hubo un aumento poblacional de 29 habitantes (0,7%). El número total de inmuebles particulares resultó de 1916 con una densidad de 12,58 inmuebles por km². El número total de viviendas particulares que se encontraban ocupadas por residentes habituales fue de 1784.